# Aime Forand

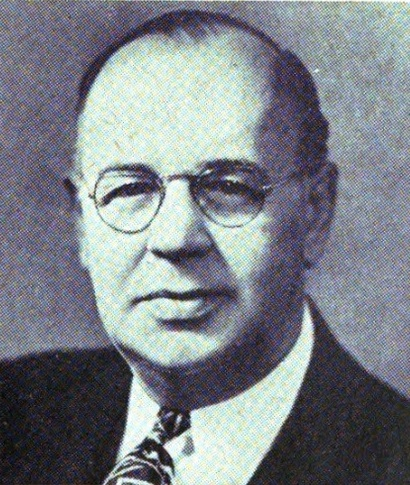
Aime Forand

Aime Joseph Forand (* 23. Mai 1895 in Fall River, Bristol County, Massachusetts; † 18. Januar 1972 in Boca Raton, Florida) war ein US-amerikanischer Politiker. Zwischen 1937 und 1939 sowie zwischen 1941 und 1961 vertrat er den ersten Wahlbezirk des Bundesstaates Rhode Island im US-Repräsentantenhaus.

## Werdegang
Aime Forand besuchte die öffentlichen Schulen seiner Heimat, die Magnus Commercial School in Providence und dann die Columbia University in New York. Während des Ersten Weltkrieges war er als Feldwebel der US-Armee in Frankreich eingesetzt. Nach seiner Rückkehr in die Vereinigten Staaten arbeitete Forand zwischen 1924 und 1930 als Zeitungsreporter in Pawtucket und Woonsocket.
Politisch war Forand Mitglied der Demokratischen Partei. In den Jahren 1923 bis 1926 war er Abgeordneter im Repräsentantenhaus von Rhode Island. Zwischen 1929 und 1935 arbeitete er als Sekretär der Kongressabgeordneten Jeremiah E. O’Connell und Francis Condon. In den Jahren 1935 und 1936 leitete er die Soldatenheime in Rhode Island.
1936 wurde Forand als Kandidat seiner Partei gegen den republikanischen Amtsinhaber Charles Risk in das US-Repräsentantenhaus in Washington gewählt. Da er bei den Wahlen des Jahres 1938 gegen Risk verlor, konnte er zunächst zwischen dem 3. Januar 1937 und dem 3. Januar 1939 nur eine Legislaturperiode im Kongress absolvieren. Im Jahr 1940 kam es erneut zum Aufeinandertreffen von Risk und Forand. Dabei konnte Forand seinen alten Sitz wiedergewinnen und Risk aus dem Kongress verdrängen. Nachdem er die folgenden neun Wahlen jeweils gewonnen hatte, konnte Aime Forand zwischen dem 3. Januar 1941 und dem 3. Januar 1961 zehn zusammenhängende Legislaturperioden im Kongress verbleiben. In diese Zeit fielen der Zweite Weltkrieg und der Koreakrieg. Im Jahr 1960 wurde Forand von seiner Partei nicht für eine weitere Amtszeit nominiert.
Nach seiner Zeit im Kongress war Forand Gründer und von 1961 bis 1972 Präsident des National Council of Senior Citizens. Damals war er in Boca Raton ansässig, wo er die letzten Jahre seines Lebens bis zu seinem Tod im Januar 1972 verbrachte.